# Вја Дон Њоки (Милано)
Вја Дон Њоки је насеље у Италији у округу Милано, региону Ломбардија.
Према процени из 2011. у насељу је живело 41 становника. Насеље се налази на надморској висини од 107 м.